# Czas Lapunowa
Czas Lapunowa – przedział czasu, w granicach którego możliwe jest precyzyjne przewidywanie trajektorii specyficznego procesu (fizycznego, mechanicznego, kwantowego czy biologicznego). Po tym okresie proces staje się chaotyczny. Jest to odwrotność wykładnika Lapunowa.
Nazwa pochodzi od Aleksandra Lapunowa.